# Mühlgraben (Forst (Lausitz))
Der Mühlgraben  ist ein 1380 künstlich, linksseitig zur Lausitzer Neiße, angelegter 6,4 km langer Wassergraben in Forst (Lausitz).

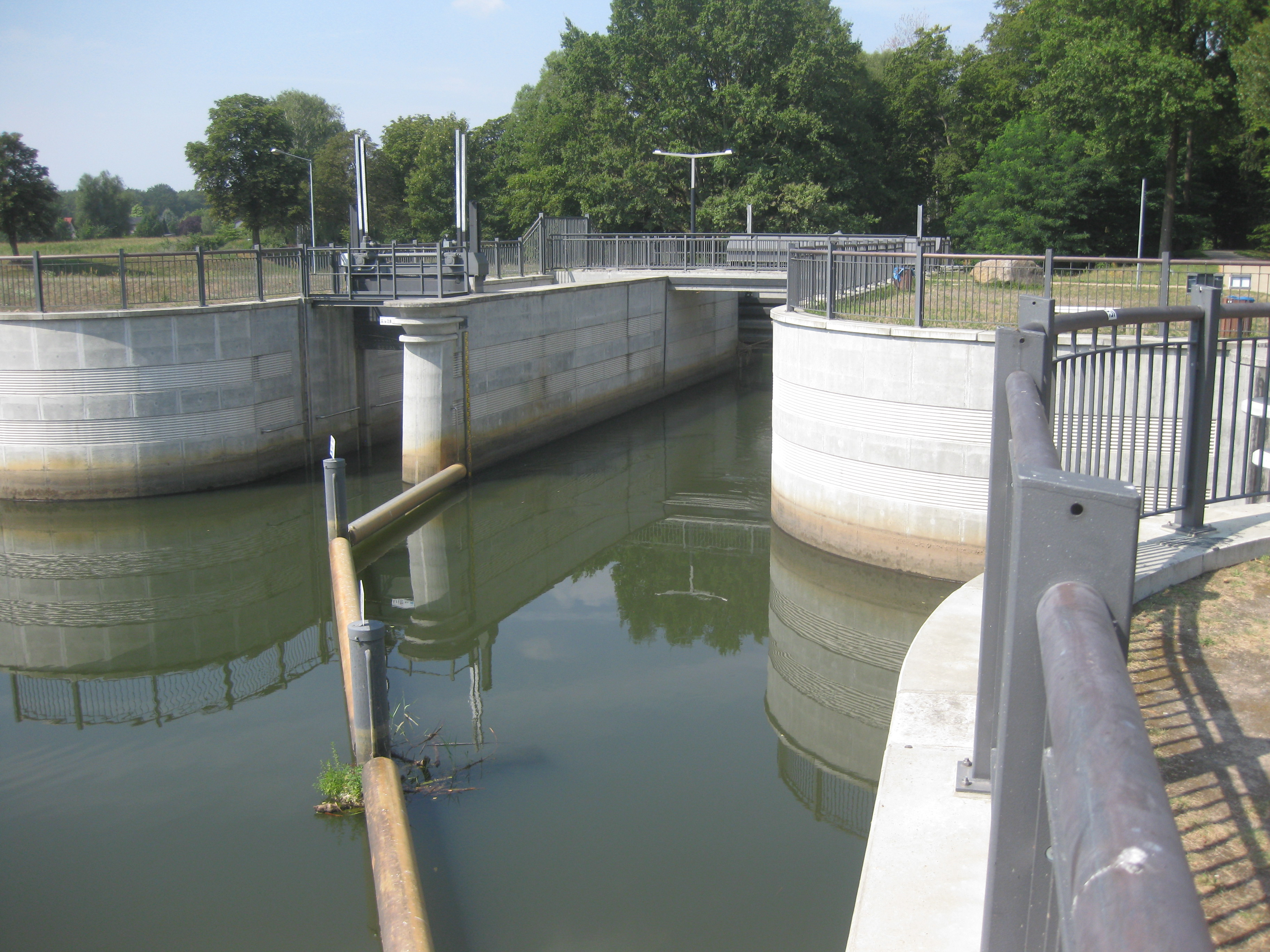
Der Mühlgraben (hinten) zweigt von der Lausitzer Neiße ab

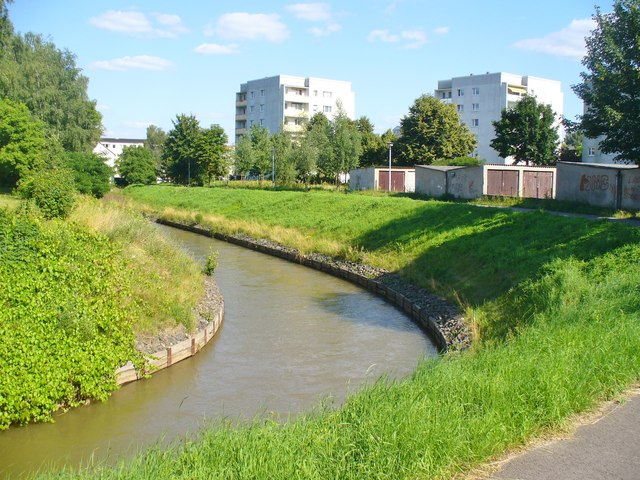
Der Mühlgraben im Stadtgebiet

Der Mühlgraben beginnt am Mühlgrabenwehr innerhalb des Ostdeutschen Rosengarten und erstreckt sich auf rund sechs Kilometer Länge durch die komplette Innenstadt. Auf Höhe der Mühlenstraße trifft der Graben auf die ebenfalls ursprünglich 1380 angelegte und in den 1920er-Jahren stark erweiterte Stadtmühle, in der weiterhin durch Wasserkraft Strom erzeugt wird. Im nördlichen Teil der Stadt wurden früher zahlreiche Tuchfabriken bedient. Der Mühlgraben mündet nördlich der Innenstadt am sogenannten Schlaugk's Eckchen wieder in die Neiße.
Der Lohmühlgraben bildete einen zusätzlichen Arm des Mühlgrabens und wurde ebenfalls 1380 angelegt. Nachdem 1866 die Lohmühle abgebrannt ist, wurde dieser zusätzliche Graben nach Abriss der Mühle 1915 verrohrt und zugeschüttet.